# Dinastía O'Donnell
La dinastía O'Donnell (en irlandés: Ó Dónaill o Ó Domhnaill o Ó ṁnaill; derivado del nombre irlandés Domhnall, que significa "gobernante del mundo", Dónall en irlandés moderno) fue una antigua y poderosa familia irlandesa, reyes, príncipes y señores de Tyrconnell (Tír Chonaill en irlandés, actual condado de Donegal), y principales aliados y en ocasiones rivales de los O'Neill en Úlster.

## Convenciones del nombre
| Hombre      | Hija          | Mujer (Largo)      | Mujer (Corto) |
| ----------- | ------------- | ------------------ | ------------- |
| Ó Domhnaill | Ní Dhomhnaill | Bean Uí Dhomhnaill | Uí Dhomhnaill |
| Ó Dómnaill  | Ní Dhónaill   | Bean Uí Dhónaill   | Uí Dhónaill   |

## Orígenes
Como la familia O'Neill, los O'Donnell de Tyrconnell pertenecían a los Uí Néill, i.e. descendientes de Niall de los nueve rehenes, Rey Supremo de Irlanda a principios del siglo V; los O'Neill, o Cenél nEógain, localizaban sus orígenes en Eógan mac Néill, y los O'Donnell, o Cenél Conaill, en Conall Gulban, ambos hijos de Niall. Conall fue bautizado por San Patricio.

## Armas y lema
El Emperador Romano Constantino el Grande se convirtió al cristianismo después de una visión antes de la famosa Batalla del Puente Milvio, tras ver un crismón en el cielo, y de ahí el lema In hoc signo vinces, diciéndole que sería victorioso con la señal de la cruz. El crismón fue adoptado como estandarte, el lábaro en un vexillum, que simulaba una cruz cristiana, y con el tiempo, el lema quedó asociado a la Cruz en toda Europa. Según la Vida y Actos de San Patricio (capítulo 138), encargada por Sir John de Courcy y escrito por Jocelyn de Furness (c. 1185 AD), San Patricio tomó su bastón, conocido como el bastón de Jesus, o Bacall Iosa, y golpeó el escudo del Príncipe Conall, marcando la señal de la Cruz en él, “et mox cum baculo suo, qui baculus Jesu dicebatur Crucis signum ejus scuto impressit, asserens neminem de stirpe ejus en bello vincendum qui signum illud”, y así indicando que él y su descendencia serían victoriosos en la batalla a partir de entonces si seguían ese signo. Esta leyenda es también descrita varios siglos más tarde en el Lebhar Inghine i Dhomhnaill. Su tierra se convirtió en Tír Chonaill, Tyrconnell, la tierra de Conall.
El escudo constantiniano de Conall, y ese motto, han sido las principales armas de O'Donnell en varias formas, a través de los siglos. El motto también aparece prominentemente colocado como motto en una cinta con una cruz de pasión a su izquierda, bajo una ventana sobre la Scala Regia, adyacente a una estatua ecuestre de Bernini del Emperador Constantino, en el Vaticano. Emperadores y otros monarcas, habiendo presentado sus respetos al Papa, descendían la Scala Regia, y observarían la luz brillando abajo a través de la ventana, con el motto, reviviendo la visión de Constantino, lo que les recordaría seguir la Cruz. Girarían entonces hacia la derecha en el atrio de la Basílica de San Pedro, ostensiblemente inspirados. En una versión anterior (antes de las obras de Bernini), algo similar podría haber sido observado por el príncipe Rory O'Donnell, conde de Tyrconnell tras su visita al Papa Paulo V (en el Palazzo Quirinale) en Roma, justo antes de su muerte en 1608.

## Territorio

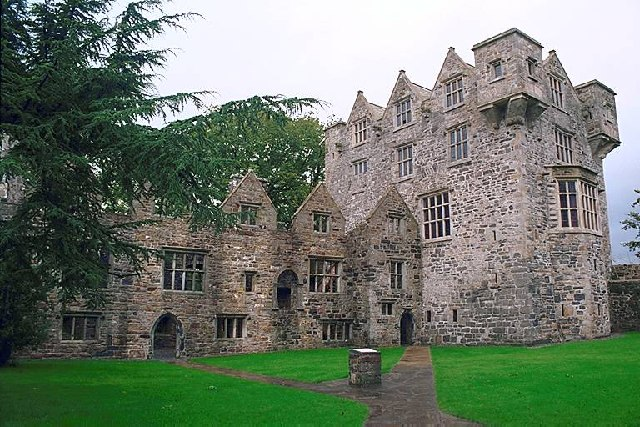
Castillo Donegal, sede de la dinastía o'donnell.

Tyrconnell, el territorio nombrado por los Cenel Conaill, es el vasto territorio donde los O'Donnell gobernaban, comprendía la mayor parte del actual condado de Donegal excepto la península de Inishowen. Pero también incluía áreas ajenas a Donegal, como las baronías de Carbury en el condado de Sligo, Rosclogher en Leitrim, y Magheraboy y Firlurg en Fermanagh, y parte del sur de Londonderry, por lo que situaba a caballo de la actual República de Irlanda e Irlanda del Norte. La joya de la corona de O'Donnell era el Castillo de Donegal, uno de los siete castillos de O'Donnell, y ahora un monumento nacional parcialmente restaurado por la Oficina de Obras Públicas. Tyrconnell limitaba con los territorios gobernados por los O'Neill de Tyrone, que periódicamente intentaban afirmar su supremacía, por lo que la historia de los O'Donnell es en gran parte una continua guerra contra sus poderosos vecinos por reforzar su posición en el Úlster, así como un continuo esfuerzo por ser reconocidos como señores supremos del norte de Connacht. No obstante, Tyrconnell existió durante un largo periodo como reino independiente, reconocido por Enrique III de Inglaterra (ver Clore Roll, en la Torre de Londres, 28 Hen. 3m.7).

## Ascendencia
Gofraidh Ó Domhnaill, el primer jefe, era hijo de Domhnall Mór Ó Domhnaill. En 1257, Gofraidh venció en la batalla de Creadran-Cille contra Brian Ua Néill. A la muerte de Gofraidh, debida a las batallas contra Ó Néill, fue sucedido en la jefatura por su hermano Domhnall Óg, que regresó de Escocia a tiempo de enfrentar con éxito las demandas de Ó Néill. Con el tiempo, el O'Donnell Rey de Tyrconnell sería conocido como el Rey Pescador, en el Continente, ostensiblemente debido a la exportación de peces comerciados por vino en La Rochelle.

## Patronaje de la dinastía O'Donnell
Los O'Donnell fueron patrones de las artes, y de beneficencia religiosa. En particular, uno, Manus, escribió la biografía de ColmCille (San Columba). También fueron los patrones de la abadía Franciscana de Donegal. También ejercían de "jus patronus" para nominar obispos.

## Caridad de la dinastía O'Donnell
A comienzos del siglo XIV, los O'Donnell ayudaron a los caballeros templarios que se dirigían a Escocia a través de Sligo y Tyrconnell donde existía un priorato Templario en Ballymote , propiedad de la familia Percival en los últimos 300 años.
Los gobernantes O'Donnell de Tyrconnell son también notorios por haber dado santuario a finales del siglo XII a la dinastía Donlevy de los Ulaid (Úlster), después de que su reino fuera conquistado por John de Courcy en 1177. Fue en Tyrconnell donde una rama de los Donlevy fue conocida como MacNulty, derivando del irlandés Mac un Ultaigh, "hijo del hombre del Ulster", en referencia a su anterior reino de Ulaid. Durante el exilio de los Donlevy en Tyrconnell, El O'Donnell les concedió el estatus gaélico alto de “ollahm leighis” o médicos oficiales.
Fueron  de hecho dos de estos MacDonlevy (> MacNulty) reales y sacerdotes católicos exiliados en Tyrconnell, los Padres Muiris mac Donnchadh Ulltach Ó Duinnshléibhe y Muiris mac Seaán Ulltach Ó Duinnshléibhe, quienes junto con el Arzobispo de Tuam asistieron a Hugh Roe O'Donnell (aka Red Hugh O'Donnell), El O'Donnell de 1601 de la batalla de Kinsale, en su lecho de muerte en el castillo de Simancas en España en 1602. A su vez, un conde O'Donnell irlandés se casó con la viuda de Don-Levi, un jacobita y, como consecuencia del fracaso de Jacobo II y sus aliados franceses en su reclamación de la Corona británica, fue el último MacDonlevy en vivir en Irlanda (partió en 1691), después de que éste príncipe muriera en el exilio con Estuardos en Francia en el Arzobispado de Treves.
A comienzos del siglo XIII, los O'Donnell también ayudaron a los reyes Ó Cléirigh de Uí Fiachrach Aidhne. Onara Ultach descendía de los MacDonlevy reyes de Ulidia, que tras la conquista anglonormanda de su reino por Enrique II sirvieron como médicos oficiales de los reyes O'Donnell de Tyrconnell. Onara se casó con Donnchadh Ó Cléirigh, un hijo del Jefe del nombre de los Ó Cléirigh y luego también de Tyconnell. Los Ó Cléirigh eran también una educada familia real irlandesa que había perdido su reino en Uí Fiachrach Aidhne en lo que es hoy el Condado de Galway contra los anglonormandos. Los Ó Cléirigh entraron al servicios de los O'Donnell como poetas historiadores, escribas y secretarios o bardos oficiales, llamados en lengua irlandesa "ollam righ". Onara dio un hijo a Donnchadh, Mícheál Ó Cléirigh (c. 1590 – 1643), anglicanizado como Michael O'Cleary, que sería el autor principal de los Anales de los Cuatro Maestros.

## Casa real
La Casa Real estuvo sabida en gaélico como "Lucht Tighe" y comprendió varias oficinas que estuvo actuado en una base hereditaria por las cabezas y miembros de particulares otras familias, para encima cuatro siglos.

## Descendientes
- Manus O'Donnell (1490–1564), El O'Donnell, 21 Jefe, Rey de Tyrconnell, y biógrafo de San Colmcille o Columba
- Calvagh O'Donnell (d. 1566), El O'Donnell, 22 Jefe y Lord de Tyrconnell
- Niall Garve O'Donnell (1569–1626), Príncipe de Tyrconnell
- Hugh Roe Ó Donnell (1572–1601), El O'Donnell, 24 Jefe, Príncipe y Lord de Tyrconnell
- Rory O'Donnell, conde de Tyrconnell (1575–1608), El O'Donnell, Príncipe y Lord de Tyrconnell
- Hugh O'Donnell, II conde de Tyrconnell (1606–1642), Príncipe y Lord de Tyrconnell
- Karl O'Donnell (1715–1771), Conde de Tyrconnell
- Henry O'Donnell (1769–1834), Conde de La Bisbal, noble hispano irlandés
- Maurice O'Donnell de Tyrconnell (1780–1843), de Pressburg, también conocido como Moritz Graf O'Donnell von Tyrconnell, conde austriaco irlandés
- Maximilian Karl Lamoral O'Donnell von Tyrconnell, (1812–1895), conde austriaco irlandés, hijo de Maurice/Moritz
- Jean Louis Barthelemy O'Donnell (1783–1836), conde franco irlandés, miembro del Conseil d'État de Napoleón y Légion de Honor
- Leopoldo O'Donnell, duque de Tetuan (1809–1867), Primer ministro de España
- Peadar O'Donnell (1893-1986), republicano irlandés radical, socialista, activista, y político
- Patrick O'Donnell (1856-1927) de Glenties, nacionalista irlandés, Obispo de Raphoe, Arzobispo de Armagh, y Cardenal
- Patrick Denis O'Donnell (1922-2005), Comandante/Fuerzas de Defensa irlandesas, pacificador de la ONU, autor e historiador militar
- Guillermo O'Donnell, (1936-2011), científico político argentino, profesor, autor, y activista internacional por la democracia
- Hugo O'Donnell, VII duque de Tetuan (n. 1948), historiador naval español y Caballero de Malta
- Lino de Pombo O'Donnell, político, estadista colombiano
- Julio Arboleda Pombo, presidente de Colombia, poeta y militar
- Margarita Diez-Colunje y Pombo, historiador y genealogista colombiana
- Rafael Pombo, poeta, escritor y traductor colombiano
- Ernesto Samper, expresidente de Colombia, exsecretario general de UNASUR.
- Daniel Samper Pizano, escritor y periodista.
- Miguel Arroyo Diez, político, historiador y estadista colombiano

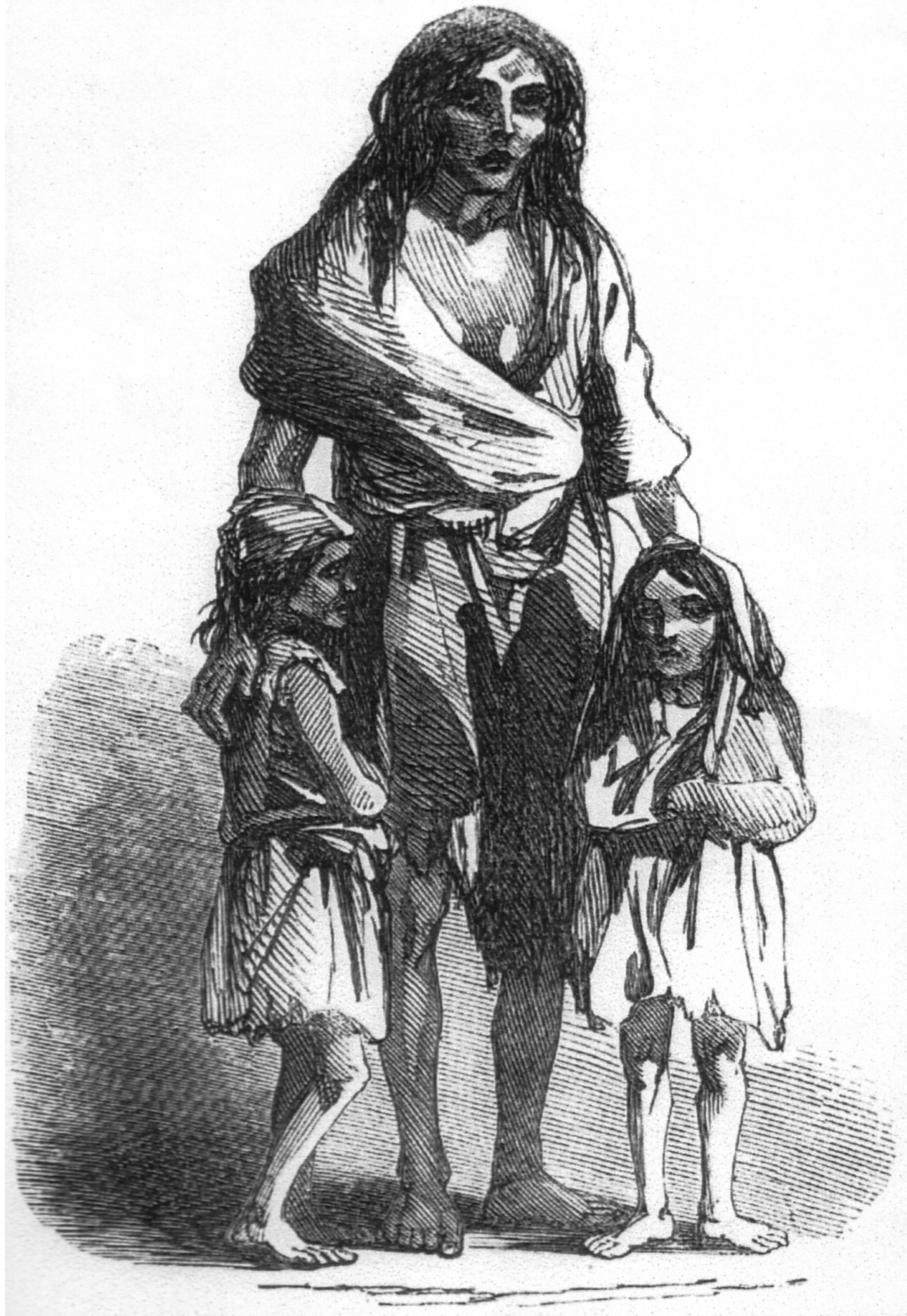
Una representación de Bridget O'Donnell y sus dos hijos de 1849 durante la hambruna.
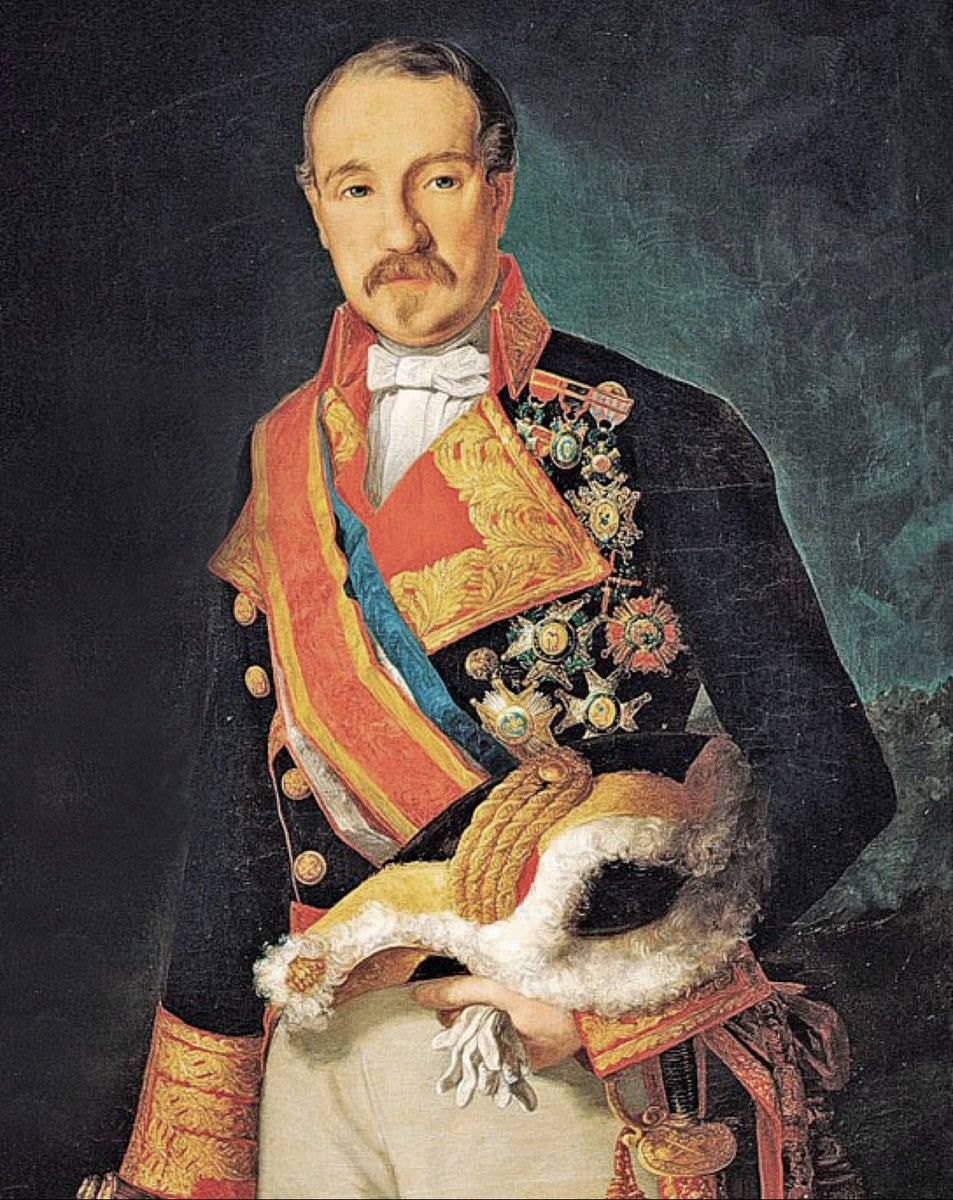
Leopoldo O'Donnell, duque de Tetuan
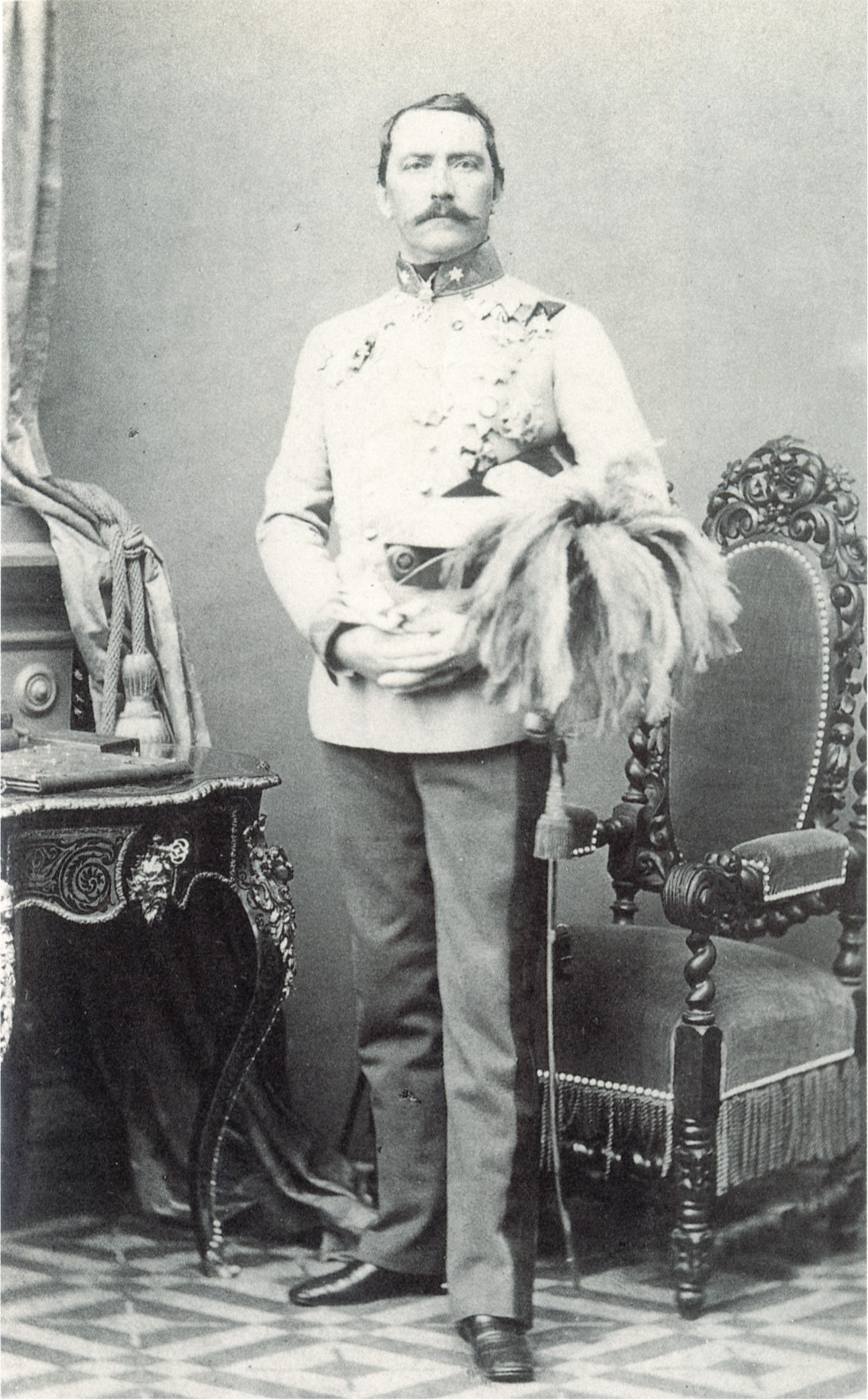
Maximilian Karl Lamoral O'Donnell von Tyrconnell,1860

## Tiempos recientes
El cardenal Patrick O'Donnell es probablemente el O'Donnell más famoso nacido en Irlanda tras el exilio de Rory O'Donnell, conde de Tyrconnell. Thomas O'Donnell (MP) para West Kerry (1900–1918) encabezó la reforma agraria, y fue el primer Parlamentario en dirigirse a la Cámara de los Comunes de Westminster en lengua irlandesa (gaélico), pero fue llamado al orden por el portavoz, pero no sin haber contado con el apoyo de John Redmond.

## Más lecturas
- The Life of Hugh Roe O'Donnell, Prince of Tyrconnell (Beatha Aodh Ruadh O Domhnaill) by Lughaidh O'Cleirigh. Edited by Paul Walsh and Colm Ó Lochlainn. Irish Texts Society, vol. 42. Dublin: Educational Company of Ireland, 1948 (original Gaelic manuscript in the Royal Irish Academy in Dublin).
- Annals of the Kingdom of Ireland (Annála Ríoghachta Éireann) by the Four Masters, from the earliest period to the year 1616, compiled during the period 1632-1636 by Brother Mícheál Ó Cléirigh, translated and edited by John O'Donovan in 1856, and re-published in 1998 by De Burca, Dublin.
- Burke, Sir Bernard (1866), «O'Donnell–Earl of Tyrconnell», A Genealogical History of the Dormant: Abeyant, Forfeited, and Extinct Peerages of the British Empire, Harrison, pp. 408–410.
- Vicissitudes of Families, by Sir Bernard Burke, Ulster King of Arms, published by Longman, Green, Longman and Roberts, Paternoster Row, London, 1861. (Chapter on O’Donnells, pages 125-148).
- A View of the Legal Institutions, Honorary Hereditary Offices, and Feudal Baronies established in Ireland, by William Lynch, Fellow of the Society of Antiquaries, published by Longman, Rees, Orme, Brown, and Green, Paternoster Row, London, 1830 (O’Donnell: page 190, remainder to Earl’s patent).
- The Fate and Fortunes of the Earls of Tyrone (Hugh O’Neill) and Tyrconnel (Rory O’Donel), their flight from Ireland and death in exile, by the Rev. C. P. Meehan, M.R.I.A., 2nd edition, James Duffy, London, 1870.
- The Fighting Prince of Donegal, A Walt Disney Film, made in 1966 about the life of Prince Red Hugh O’Donnell (i.e. Hugh Roe), starring Peter McEnery, Susan Hampshire, Gordon Jackson, and Andrew Keir.
- Erin’s Blood Royal – The Gaelic Noble Dynasties of Ireland, by Peter Berresford Ellis, Constable, London, 1999, (pages 251-258 on the O’Donel, Prince of Tyrconnell).
- Blood Royal - From the time of Alexander the Great to Queen Elizabeth II, by Charles Mosley (genealogist), published for Ruvigny Ltd., London, 2002 (O'Donnell listed as Baron, page v) ISBN 0-9524229-9-9
- History of Killeen Castle, by Mary Rose Carty, published by Carty/Lynch, Dunsany, County Meath, Ireland, April 1991 (ISBN 0-9517382-0-8) - page 18 refers to Elizabeth O'Donnell as 1st Countess of Fingal, by marriage to Lucas Plunkett, 1st Earl of Fingall.
- Vanishing Kingdoms - The Irish Chiefs and Their Families, by Walter J. P. Curley (former US Ambassador to Ireland), with foreword by Charles Lysaght, published by The Lilliput Press, Dublin, 2004 [ISBN 1-84351-055-3 & ISBN 1-84351-056-1]. (Chapter on O'Donnell of Tyrconnell, page 59).
- A Political Odyssey - Thomas O'Donnell, by J. Anthony Gaughan, Kingdom Books, Dublin, 19

- Datos: Q1541447
- Multimedia: O’Donell von Tyrconell / Q1541447